# Roseanna (film, 1967)
Pour l’article homonyme, voir Roseanna (film, 1993).
Pour plus de détails, voir Fiche technique et Distribution.
Roseanna est un film policier suédois réalisé par Hans Abramson en 1967.
Il s'agit d'une adaptation du roman policier du même titre publié en 1965 par Maj Sjöwall et Per Wahlöö. L'enquêteur Martin Beck en est le personnage principal.

## Fiche technique
- Réalisation : Hans Abramson
- Genre : Film policier
- Durée : 104 minutes
- Date de sortie : 1967 ( Suède)

## Distribution
- Keve Hjelm : Martin Beck
- Hans Ernback : Folke Bengtsson
- Tor Isedal : Gunnar Ahlberg
- Gio Petré : Roseanna McGraw
- Kerstin Tidelius : Sonja Hansson
- Diane Varsi : Mary Jane Peterson
- Michael Tolan : Elmer B. Kafka
- Braulio Castillo : Edgar Castillo
- Hans Bendrik : Kollberg
- Rolf Larsson : Karl-Åke Eriksson-Stolt
- Leif Liljeroth : Stenström
- Mona Malm : Siv Lundberg